# Вампирские войны (телесериал)
«Вампирские войны» (англ. V Wars) — канадский телесериал, созданный для показа на стриминговом сервисе Netflix. Премьера сериала состоялась 5 декабря 2019 года, всего в первом сезоне 10 серий. 31 марта 2020 года Netflix объявил, что сериал не будет продлён на второй сезон.

## Сюжет
Врач Лютер Суонн оказывается в непростой ситуации, когда непонятная болезнь превращает его лучшего друга в кровожадного хищника. Постепенно вирус начинает распространяться, что приводит к мутациям и появлению нового вида — вампиров.

## В ролях

### Основной состав
- Йен Сомерхолдер — Доктор Лютер Суонн
- Эдриан Холмс — Майкл Фейн
- Питер Аутербридж — Каликс Никлос
- Лора Вандервурт — Мила Дубова
- Кайл Харрисон — Дезмонд (Дез)
- Джеки Лаи — Кейли Во
- Кимберли-Сью Мюррэй — Даника

## Список эпизодов

### Сезон 1 (2019)
| № общий | № в сезоне | Название                                                                           | Режиссёр        | Автор сценария             | Дата премьеры  |
| ------- | ---------- | ---------------------------------------------------------------------------------- | --------------- | -------------------------- | -------------- |
| 1       | 1          | «Слечь с болезнью» «Down with the Sickness»                                        | Брэд Тёрнер     | Гленн Дэвис и Уильям Лорин | 5 декабря 2019 |
| 2       | 2          | «Кровные братья» «Blood Brothers»                                                  | Брэд Тёрнер     | Гленн Дэвис и Уильям Лорин | 5 декабря 2019 |
| 3       | 3          | «Потому что я не мог остановиться для смерти» «Because I Could Not Stop for Death» | Т.Дж. Скотт     | Гленн Дэвис и Уильям Лорин | 5 декабря 2019 |
| 4       | 4          | «Плохой как я» «Bad as Me»                                                         | Т.Дж. Скотт     | Гленн Дэвис и Уильям Лорин | 5 декабря 2019 |
| 5       | 5          | «Холодная, холодная земля» «Cold Cold Ground»                                      | Кааре Эндрюс    | Гленн Дэвис и Уильям Лорин | 5 декабря 2019 |
| 6       | 6          | «Жить недостаточно» «It's Not Enough to Have Lived»                                | Марита Грабяк   | Гленн Дэвис и Уильям Лорин | 5 декабря 2019 |
| 7       | 7          | «Ночь темнеет вокруг меня» «The Night Is Darkening Round Me»                       | Бобби Рот       | Гленн Дэвис и Уильям Лорин | 5 декабря 2019 |
| 8       | 8          | «Красный дождь» «Red Rain»                                                         | Брэд Тёрнер     | Гленн Дэвис и Уильям Лорин | 5 декабря 2019 |
| 9       | 9          | «Наркоманский прогон гена хищника» «The Junkie Run of the Predator Gene»           | Иэн Сомерхолдер | Гленн Дэвис и Уильям Лорин | 5 декабря 2019 |
| 10      | 10         | «Кровавый, но непокорённый» «Bloody but Unbow'd»                                   | Брэд Тёрнер     | Гленн Дэвис и Уильям Лорин | 5 декабря 2019 |

## Производство

### Разработка
16 апреля 2018 года было объявлено, что Netflix дал заказ на производство первого сезона, состоящего из десяти эпизодов.
Сериал был создан Уильямом Лорином и Гленном Дэвисом, которые считаются шоураннерами и исполнительными продюсерами сериала. Дополнительными исполнительными продюсерами являются Брэд Тернер, Эрик Бирнберг, Томас Уолден, Дэвид Озер, Тед Адамс и Джеймс Гибб.
Релиз сериала состоялся 5 декабря 2019 года.